# Bélafalvy Balázs
Bélafalvy Balázs (Budapest, 1953. május 1. – 2016. július 2) magyar operatőr, egyetemi tanár.

## Életpályája
Szülei Bélafalvy István és Dr. Koppány Katalin (1921–1986) voltak. 1971–1981 között a Magyar Televízió és a Mafilm segédoperatőre és operatőre volt. 1982–1986 között a Színház- és Filmművészeti Főiskola operatőr szakán tanult. 1986-tól a Mafilm operatőre. 1990-től a Magyar Operatőrök Társaságának vezetőségi tagja. 1996-tól a Színház- és Filmművészeti Főiskola oktatója. 2009-ben doktorált.

## Filmjei
- De ez a Zoli (1986)
- Olvadáspont (1986)
- Engesztelő (1989)
- Doven ajtaja (1989)
- Ledöntött útjelzők (1989)
- Torzít a tükör (1990)
- Sápadtarcúak (1991)
- Találkozás Vénusszal (1991)
- Lassítás (1992)
- Quintola (1992)
- Nyomkereső (1993)
- Marcus álma (1993)
- Világok határán (1995)
- Hajnal a senki földjén (1995)
- Egy igazi angol úriember (1996)
- Törésvonalak II. (1997)
- A csodálatos mandarin (1997)
- Wesselényi u. 13. (1997)
- Ámbár tanár úr (1998)
- Nagyon nehéz emberek (1998)
- Opera (1998)
- Szigetvári vértanúk (1998)
- Családi album (1999)
- A napfény íze (1999)
- Legnehezebb emberek (2000)
- Naplegenda (2000)
- Csodálatos Júlia (2004)
- Sorstalanság (2005)
- Fej vagy írás (2005)
- Férfiakt (2006)
- Diótörő (2007)
- 214-es csapda (2008)
- Diótörő 3D (2009)

## Díjai, elismerései
- Eiben István-fődíj (1992)
- a filmszemle fődíja (1993)
- Balázs Béla-díj (2004)